# Spelyngochthonius provincialis
Espèce
Spelyngochthonius provincialis est une espèce de pseudoscorpions de la famille des Chthoniidae.

## Distribution
Cette espèce est endémique d'Occitanie en France,. Elle se rencontre en Hérault dans la grotte du Rendez-vous de Chasse aux Matelles et dans quelques cavités voisines, aven des Nymphes à Viols-en-Laval et aven-grotte du Hibou à Saint-Martin-de-Londres.

## Description
Le mâle holotype mesure 1,37 mm.

## Publication originale
- Vachon & Heurtault-Rossi, 1964 : Une nouvelle espèce française de Pseudoscorpion cavernicole: Spelyngochthonius provincialis (Chthoniidae) du département de l'Hérault. Bulletin du Muséum National d'Histoire Naturelle, Paris, sér. 2, vol. 36, no 1, p. 80-85 (texte intégral).